# Avoyel
Avoyel (Avoyelles; sami sebe nazivaju Avogel, the Flint people).- Pleme porodice Natchesan nekada naseljeno u susjedstvu današnjeg Marksvillea u Louisiani. Ime Avoyel znači "people of the rocks", njima vjerojatno dano iz razloga što su obalna plemena opskrbljivali kremenom. Ovo potvrđuje i Mobile naziv Tassenocogoula u značenju 'flint people'. Taensa Indijanci nazivali su ih Little Taensa, njima su bili najsrodniji. Bili su sjedilačko pleme lovaca i sakupljača po kulturi srodni mnogo većim Natchezima. 

## Povijest
Avoyele prvi spominje Iberville 1699. godine pod imenom Tassenocogoula, a posjećuje ih 1700. i tada ih već nazivi Little Taensas. Zemlja im je plodna i atraktivna, pogodna za uzgoj kukuruza i povrća, ispresijecana brojnim malenim jezerima. Dolaskom bijelaca Avoyeli dospijevaju postati vlasnici konja koje počinju uzgajati, a kasnije i goveda. Kao saveznici Francuza, kaže Du Pratz, Avoyeli počinju svoju uzgojenu stoku (Krave i bikove), te konje prodavati francuskim naseljenicima Louisiane. U 18. stoljeću dolazi do pokreta plemena na Zaljevu. U njihov kraj dolaze Biloxi, pleme iz grupe Siouan i drugi, te zauzimaju sebi novi dom. Godine 1764. oni učestvuju zajedno s Ofo, Tunica i Choctaw Indijancima u napadu na englesku regimentu na Mississippiju. Do pred kraj 18. stoljeća oni su se već pomiješali s novopridošlicama a njihov jezik je nestao. Godine 1805. (prema Sibleyu čiji su izvještaji nepouzdani) preostalo je tek dvije ili tri žene. Godine 1932. umro je posljednji individualac koji je u sebi imao avojelske krvi. 
Danas, početkom 21. stoljeća Pleme broji preko 230 pripadnika a sebe nazivaju Avogel, ili "The Flint People".

## Vanjske poveznice
- Avoyel/Avoyelles Indian Tribe History
- Avoyel-Taensa